# لويس بولوك
لويس بولوك (بالإنجليزية: Louis Bullock)‏ مواليد 20 مايو 1976 في واشنطن العاصمة، هو لاعب كرة سلة أمريكي معتزل. بدأ مسيرته الاحترافية في سنة 1999. تم اختياره من قبل فريق مينيسوتا تمبر ولفز خلال الدرافت. يبلغ طوله 6 قدم 1 بوصة (1.9 م). اعتزل اللعب في 2012.

## المسيرة الاحترافية
لعب مع أولمبيا ميلانو في الدوري الإيطالي في موسم 2001–2002، ثم لعب مع بالونكيستو مالقا في الدوري الإسباني من سنة 2002 إلى 2004، ثم لعب مع ريال مدريد لكرة السلة من سنة 2004 إلى 2010، ثم لعب مع نادي إشبيلية لكرة السلة في الدوري الإسباني في موسم 2010–2011، ثم لعب مع سي بي إستوديانتس في سنة 2012.

## روابط خارجية
- لويس بولوك على موقع الدوري الأوروبي لكرة السلة (الإنجليزية)
- لويس بولوك على موقع سبورتس رفرنس (الإنجليزية)
- لويس بولوك على موقع الدوري الإسباني لكرة السلة (الإسبانية)
- لويس بولوك على موقع كرة السلة الأوروبية.كوم (الإنجليزية)
- لويس بولوك على موقع DraftExpress.com (الإنجليزية)
- لويس بولوك على موقع كلية كرة السلة في سبورتس رفرنس.كوم (الإنجليزية)
- لويس بولوك على موقع ريلجم (الإنجليزية)
- لويس بولوك على موقع بروبوليرز (الإنجليزية)
- لويس بولوك على موقع سبورتس رفرنس (الإنجليزية)